# Geilheit
Das Adjektiv geil und das davon abgeleitete Substantiv Geilheit gehen wahrscheinlich auf eine indogermanische Wurzel *ghoilo-s mit der Bedeutung „aufschäumend, heftig, übermütig, ausgelassen, lustig“ zurück. Im Althochdeutschen (seit dem 8. Jahrhundert) wurde geil im Sinne von „übermütig“, „überheblich“ verwendet. Im Mittelhochdeutschen (seit dem 12. Jahrhundert) stand es für „kraftvoll, mutwillig, üppig (wuchernd), lustig, froh, fröhlich oder schön“. Seit dem 15. Jahrhundert wird Geilheit vorrangig synonym für oder als Anspielung auf Lüsternheit oder sexuelle Begierde (vgl. Wollust) verwendet. Geilheit und mehr noch die Adjektivform geil stellen in diesem Zusammenhang populäre umgangssprachliche Ausdrücke dar, deren Gebrauch in offiziellen Zusammenhängen allerdings als vulgär gilt. Eine moderne umgangssprachliche Steigerung von geil stellt das Wort megageil dar.

## Bedeutungswandel
Mit geil (verwandt mit mittelhochdeutsch geilen, ‚erfreuen‘, und mittelniederdeutsch gīlen, ‚begehren‘, sowie niederländisch gijlen, ‚gären‘, und litauisch gailas, ‚heftig‘) werden bereits seit dem 15. Jahrhundert auch die senkrecht nach oben stehenden Triebe von Bäumen bezeichnet (siehe Vergeilung). Geil wird auch in den Bedeutungen „lustvoll“, „lüstern“ und „sexuell erregt“ verwendet.
Jugendsprachliche Verwendung
In den 1970er und 1980er Jahren fand das Wort geil zunehmend populäre Verwendung in der Jugendsprache und erlebte einen weiteren Bedeutungswandel. Etwa Mitte der 1970er Jahre erweiterte sich die Bedeutung „sexuell erregt“ im umgangssprachlichen Gebrauch zunächst in Richtung „sexuell attraktiv“. In den 1980er Jahren wurde der Ausdruck auf andere Bereiche ausgeweitet und drückt seitdem – als eine umgangssprachliche Steigerung von gut – ähnlich wie cool freudige Anteilnahme oder eine positive, begeisterte Bewertung aus, Beispiele: „das geile Motorrad“, „ein geiles Konzert“. Das Musik-Duo Bruce & Bongo setzte 1986 mit seinem Geil eine Marke, an der zu sehen war, dass der Bedeutungswandel in der Jugend bereits angekommen war, in den älteren Generationen jedoch noch nicht.
Zu Beginn des 21. Jahrhunderts hat das Wort seine anrüchige Konnotation fast vollständig verloren, wie z. B. die Lieder Geile Zeit von Juli (2004) und Leider geil von Deichkind (2012) verdeutlichen.
Durch diesen Bedeutungswandel wird das Wort heute in der Zusammensetzung mit sein nur noch dann gelegentlich im Sinne von „sexuell erregt“ verwendet, wenn es sich auf die eigene Person bezieht („Ich war heute den ganzen Tag lang geil“). „Du bist so geil“ bedeutet heutzutage hingegen nicht mehr, dass man jemanden sexuell attraktiv findet, sondern dass man jemanden für besonders außergewöhnlich hält und von seiner Persönlichkeit (in einer bestimmten Situation) begeistert ist. In einem rein sexuellen Zusammenhang wird geil inzwischen seltener mit dem Hilfsverb sein verwendet, sondern häufiger in der Zusammensetzung geil werden oder jemanden geil machen. Mit dem Hilfsverb machen ist die sexuelle Bedeutung von geil noch eindeutig und hat so auch seine anrüchige Konnotation nicht vollständig verloren.
Umgangssprachlich und insbesondere in der Jugendsprache werden Präfixe wie sau-, affen-oder end- zur Steigerung der Ausdruckskraft verwendet. Zudem hat sich als feste Wendung die rhetorische Frage „Wie geil ist das denn [bitte]?“ eingebürgert.
Die positive sowie provokante Besetzung des Adjektivs geil und seine Popularität wurden von 2002 bis 2011 in einer umstrittenen Werbekampagne genutzt; siehe Geiz ist geil.
Das Duden-Bedeutungswörterbuch erklärt neben der meist abwertenden Bedeutung im Sinne von sexueller Begierde als Synonym für lüstern und der umgangs- und jugendsprachlichen Bedeutung als begeisterte Steigerung von gut und der botanischen Bedeutung (lang, aber wenig kräftig in die Höhe wachsender Trieb) geil in der Wendung auf etwas geil sein, was so viel bedeute wie „auf etwas versessen sein, etwas um jeden Preis haben wollen“. In diesem Sinne wird -geil auch oft als adjektivisches Pejorativsuffix verwendet (etwa in machtgeil, geldgeil, karrieregeil).
„Geil hat eine Bilderbuchkarriere hingelegt“, sagte der Linguist und Jugendsprachforscher Nils Bahro im Frühjahr 2024.